# エキサイティングプロレス5
エキサイティングプロレス5 は、プロレスを題材としたテレビゲーム『エキサイティングプロレス』シリーズの5作目。製作会社はユークス。
2004年1月29日にPlayStation 2用ゲームソフトとして発売された。アメリカのプロレス団体WWE監修のもと、WWEのTV放送であるSMACKDOWN!、RAWの両番組に所属するプロレスラー（WWEでの呼称はスーパースター）が登場する。
本作からレジェンド枠のスーパースターが登場し、US王座も登場。また、クルーザー級王座の対象枠として、既に廃止されたハードコア王座が登場している。